# International Superstar Soccer 64
International Superstar Soccer 64, ofta förkortat till ISS 64 och känt som Jikkyou World Soccer 3 i Japan, är ett fotbollsspel utvecklat av Konami för Nintendo 64.
Eftersom FIFA-licens saknas är spelarna fiktiva.

### Fotnoter
1. ↑  ”International Superstar Soccer 64” (på engelska). Mobygames. 22 mars 1997. http://www.mobygames.com/game/n64/international-superstar-soccer-64. Läst 15 maj 2015.
2. ↑  Peer Schneider (3 september 1997). ”International Superstar Soccer 64” (på engelska). IGN. http://uk.ign.com/articles/1997/09/04/international-superstar-soccer-64. Läst 15 maj 2015.